# Calendulauda poecilosterna
Calendulauda poecilosterna е вид птица от семейство Чучулигови (Alaudidae).

## Разпространение
Видът е разпространен в Етиопия, Кения, Сомалия, Судан, Танзания, Уганда и Южен Судан.